# Tambinia exoleta
Tambinia exoleta är en insektsart som beskrevs av Melichar 1914. Tambinia exoleta ingår i släktet Tambinia och familjen Tropiduchidae. Inga underarter finns listade i Catalogue of Life.